# Fateh-Klasse
Die Fateh-Klasse (Fātiḥ, arabisch für Eroberer) besteht aus dieselelektrischen U-Booten, die vom iranischen Rüstungsunternehmen Marine Industries Organization für die iranische Marine gebaut werden.

## Geschichte
Im Oktober 2011 deutete die iranische Fars News Agency an, dass bis Ende der 2010er-Jahre die ersten mittelschweren U-Boote der Fateh-Klasse an die Marine übergeben werden sollen. Die Boote sollen über hochmoderne Technologien verfügen, die ausschließlich im Iran entwickelt und gefertigt wurden.
Die Marine der Islamischen Republik hat am 17. Februar offiziell ihr erstes U-Boot der Fateh-Klasse in Dienst gestellt.
Die Zeremonie fand in der Marinebasis von Bandar Abbas statt und wurde von Präsident Hassan Rohani beigewohnt. Der ebenfalls anwesende Verteidigungsminister Amir Hatami gab während der Feierlichkeiten an, dass das U-Boot 600 Tonnen wöge und es in der Lage sei, Torpedos und Anti-Schiffs-Raketen zu starten. Iranischen Staatsmedien berichteten zudem, dass die Tauchfahrzeuge Tiefen von bis zu 200 Metern erreichen können und Einsatzdauern von fünf Wochen möglich seien.
Fotografien und Fernsehaufnahmen, die für die Veranstaltung veröffentlicht wurden, zeigten das Boot aus dem Wasser auf der Bostanu-Werft westlich von Bandar Abbas. Es hat vier 533-mm-Torpedorohre am Bug, der Propeller war verhüllt.
Es wurden auch Fotos veröffentlicht, die einziehbare Sensoren zeigen, einschließlich eines Mastes mit elektro-optischen Systemen sowie ein konventionelles Periskop.